# Ipomoea emeiensis
Ipomoea emeiensis är en vindeväxtart som beskrevs av Zheng Yin Zhu. Ipomoea emeiensis ingår i släktet praktvindor, och familjen vindeväxter. Inga underarter finns listade i Catalogue of Life.